# Microcolona
Microcolona is een geslacht van vlinders van de familie grasmineermotten (Elachistidae).

## Soorten
- M. arizela Meyrick, 1897
- M. autotypa Meyrick, 1922
- M. celaenospila Turner, 1916
- M. citroplecta Meyrick, 1917
- M. cricota Meyrick, 1917
- M. crypsicasis Meyrick, 1897
- M. characta Meyrick, 1897
- M. dorochares Meyrick, 1927
- M. embolopis Meyrick, 1897
- M. emporica Meyrick, 1917
- M. epixutha Meyrick, 1897
- M. eriptila Meyrick, 1915
- M. leptopis Meyrick, 1897
- M. leucochtha Meyrick, 1897
- M. leucosticta Meyrick, 1928
- M. limodes Meyrick, 1897
- M. nodata Meyrick, 1897
- M. omphalias Meyrick, 1913
- M. pantomima Meyrick, 1917
- M. pantominia Meyrick, 1917

- M. phalarota Meyrick, 1915
- M. polygethes Turner, 1939
- M. ponophora Meyrick, 1897
- M. porota Meyrick, 1917
- M. pycnitis Meyrick, 1915
- M. sollenis Meyrick, 1897
- M. spaniospila Turner, 1923
- M. technographa Meyrick, 1928
- M. thymopis Meyrick, 1897
- M. transennata Meyrick, 1922
- M. trigonospila Meyrick, 1897
- M. tumulifera Meyrick, 1921